# Casearia zahlbruckneri
Casearia zahlbruckneri là một loài thực vật có hoa trong họ Liễu. Loài này được Szyszyl. mô tả khoa học đầu tiên năm 1895.